# Anthony van Hoboken (reder)
Anthony van Hoboken (Rotterdam, 4 november 1756 - Rotterdam, 14 januari 1850) was een van de grootste Nederlandse reders.
Toen de VOC in 1799 failliet ging nam Anthony van Hoboken een groot deel van de Nederlandse zeilvaart over, met name naar Nederlands-Indië. Van Hobokens handelshuis was vermaard wegens diens op eigen werf "Rotterdams Welvaren" aan het Boerengat gebouwde barken en fregatten die van zeer hoge kwaliteit waren.
Van Hoboken, telg uit het geslacht Van Hoboken, is in de loop van zijn leven heer van de heerlijkheden Rhoon, Pendrecht en Cortgene geworden. In 1811 kocht hij aan de Oostzeedijk de buitenplaats Dijk- en Maaszigt. Het bestond uit een classicistisch herenhuis met 'coupel', een aantal bijgebouwen en een in landschapsstijl aangelegde tuin met 'een orangehuijs, springend grotwerk en een goudvischkom'. Midden negentiende eeuw werd dit buiten opgegeven en
afgebroken. Aan de Westzeedijk werd een nieuwe buitenplaats gerealiseerd met een nieuwe herenhuis, Villa Dijkzigt. Rond het huis lag een oorspronkelijk door J.D. Zocher jr. ontworpen park in landschappelijke stijl, met vijvers, lanen, hertenkamp en moestuin. Het totale landgoed, het Land van Hoboken, besloeg 56 hectare waarvan zo'n 51 hectare polderweide. Het woonhuis biedt tegenwoordig onderdak aan het Natuurhistorisch Museum Rotterdam